# Arthur Ryan
Arthur St. John Ryan (* Juli 1935 in Dublin, Irland; † 8. Juli 2019) war ein irischer Unternehmer und Manager. Er war Gründer des Mode-Discounters Primark.

## Leben
Arthur Ryan wurde als Sohn eines Versicherungskaufmanns geboren. Er besuchte die Christian Brothers School in Dublin. Nach der Schule ging er nach London und arbeitete beim Herrenschneider Swan & Edgar und dem Modegroßhändler Carr & McDonald. Zurück in Dublin nahm er einen Job bei der Einzelhandelskette Dunnes an.
Ende der 1960er Jahre wurde Arthur Ryan von Garfield Weston, Mitinhaber der Associated British Foods (ABF) und Mutterkonzern der heutigen Primark-Kette, engagiert, um eine Bekleidungskette ins Leben zu rufen. Das Konzept des geplanten Mode-Discounters war es, aktuelle Laufsteg-Trends zu Tiefstpreisen anzubieten.
Ryan erhielt ein Startkapital von £ 50.000 und eröffnete im Jahr 1969 die erste Filiale unter dem Namen Penneys in der Mary Street in Dublin. 1971 folgte die erste Filiale in Belfast. Für die geplante Expansion nach Großbritannien musste der Name 1973 geändert werden, um rechtliche Probleme mit der US Kette J. C. Penney zu vermeiden. Der Name Primark wurde geschaffen.
Per 18. Juni 2019 hatte die Modekette 376 Filialen in 12 Ländern (einschließlich der USA).
Im September 2009 trat Arthur Ryan als CEO bei Primark zurück und wurde Chairman; sein Nachfolger als CEO wurde Paul Marchant. Ryan sollte für eine Übergangsphase Chairman bleiben und anschließend in den Ruhestand gehen.
2011 wurde Arthur Ryan vom Dublin Institute of Technology (DIT) die Ehrendoktorwürde für seinen Beitrag zu Wirtschaft und Beschäftigung in Irland und weltweit verliehen.
Im Jahr 2012 wurde im DIT das Arthur Ryan Retail Centre eröffnet, ein Institut für Ausbildung und Forschung im Einzelhandelssektor.

## Persönlich
Ryan war mit der ehemaligen Sängerin Alma Carroll verheiratet, die heute stellvertretende Vorsitzende der UNICEF Irland ist. Er hatte neben Tochter Jessica einen Sohn namens Barry.
Arthur Ryan lebte zurückgezogen in einem von Dublins bestgeschützten Häusern. Er gab keine Interviews, wurde nur selten in der Öffentlichkeit gesehen und pflegte ein unscheinbares Auftreten.
Anfang Juli 2015 erfuhr die Öffentlichkeit von einer Familientragödie: Der Sohn und Erbe Barry Ryan (51) ertrank bei einer vergeblichen Rettungsaktion in der Bucht Baltimore Harbour an der irischen Küste nahe Cork, ebenso mutmaßlich der Enkel Barry Ryan jr. (21); beide hatten Barrys Freundin Niamh O’Connor (20) retten wollen, aber auch sie ertrank.